# 蒼龍 (御召艦)
蒼龍（さうりゃう/そうりょう）は、日本海軍の内海御召船。
艦名は「青い龍」の意味。「ソウリュウ」ではなく「ソウリョウ」と読む。

## 艦型
前述の通り内海御召船として建造された198トンの木造外輪船（帆走併用）で、玉座を1カ所備えていた。当時の記録では艦種を皇艦ともしている。
主機は揺動式機械1基で2気筒、シリンダーの直径は800mm、行程は720mmだった。ボイラーは管入方形缶1基。半円缶とする文献もある。大きさは長さ1m、幅3.590m、高さ2.540m、炉筒は2個あった。復水器は注射式だった。
1879年（明治12年）3月30日、御召船の装飾として煙突の塗装を薄黄土色に変更(従来は黒色)の上申があり、7月3日に認許された。

## 艦歴

### 建造
明治2年11月（1869年12月頃）に横須賀造船所で起工され、明治5年4月10日（1872年5月16日）蒼龍丸と命名、5月23日(新暦6月28日)進水、8月2日(新暦9月4日)に機関の据付が完了し、試運転が行われた。各種文献ではこの日を竣工日としている（など）。その後艤装工事も完了した。

### 明治5年
当初は宮内省の所管であったが同年9月24日(新暦10月26日)に海軍省の所管となり、10月7日(新暦11月7日)、新任艦長生田大尉に引き渡し、以後は東京築地の海軍省構内に係留された。10月8日(新暦11月8日)に造船局所轄と定められ、10月16日(新暦11月16日)に七等軍艦とされた。

### 1873年
1873年(明治6年)2月2日、蒼龍丸は主船寮所轄から提督府所轄になったが、3月13日に主船寮に戻された。
7月時は艤装変更工事を(石川島)造修所で行っており、8月25日に工事完成、8月28日に提督府に引き渡された。10月8日付で正式に海軍省に下付された。
12月17日、明治天皇、皇后の横須賀造船所天覧があり、横浜から横須賀まで蒼龍丸に乗船した。翌18日に猿島沖の艦隊運動の天覧し、横須賀から横浜まで蒼龍丸に乗船し帰途についた。

### 1874年
1874年(明治7年)5月29日より海軍省内堀に係留された。6月3日に蒸気機関に不具合が報告された。7月16日に試運転の為に品海を出港し浦賀に回航した。当日は横浜に停泊し、翌17日に石川島に回航、トイレ改修の打ち合わせを行った。
7月27日に外人教師や陸軍の人員を乗せて横須賀から浦賀までの測量を行い、8月3日終了した。8月7日に石川島のドックに入った。

### 1875年
1875年(明治8年)
8月2日、蒼龍丸は兵学寮所轄とされた。

### 1876年
1876年(明治9年)10月14日、蒼龍丸は兵学校所轄から軍務局所轄に変更となった。
兵学校の練習艦が増えて点検などに手が回らないという理由だった。
10月31日蒼龍丸の定員は38人と仮定された。
蒼龍丸は機械のさび落としのための試運転として、12月1日午前6時30分出港、10時15分浦賀に到着した。
翌2日午前9時20分に同所を出港し、午後1時5分に品海に到着、3日午前6時30分同所を出港、7時30分に帰着した。

### 1877年
1877年(明治10年)3月3日、横須賀で修理するための回航が許可された。
3月13日「天城」の水卸式 (進水式) に臨席する中牟田倉之助ら要人を横浜港から横須賀港へ輸送した。
横須賀造船所では内外塗装の塗り替え、金箔の修繕、後部甲板のビーム2本を交換、テレグラフの装備などが行われた。
4月29日、修理が完了した蒼龍丸は定繋場所に帰着した。
また12月に試運転が行われ、8日午前7時50分出港し11時40分浦賀着、翌9日午前7時同地を出港し11時40分海軍省外堀に帰着した。

### 1878年
1878年(明治11年)
年初は海軍省入壕外川口に繋留されていた。
2月に水路局で羅針盤の自差を品海で実際に測定することになり、蒼龍丸が貸し出された。
蒼龍丸は2月4日出港、
9日海軍省堀外に帰着した。
7月16日に磐城の進水式があり、川村純義海軍卿、岩倉具視右大臣、伊藤博文参議ら横浜港から横須賀港まで蒼龍丸に乗船した。

### 1879年
蒼龍丸は1879年(明治12年)1月から機関の運転をしていなかった。
両皇后が扶桑など3隻を行啓をするため、
蒼龍丸は春風丸を曳航し4月26日横浜に回航した。
4月28日行啓が行われ、
翌29日に蒼龍丸は横須賀に回航、春風丸は修理の検分のために同地で造船所に引き渡し、蒼龍丸は30日午前に帰着した。
5月22日、蒼龍丸は春風丸と共に横須賀に回航して修理を行い(甲板や外舷の隙間充填、舷門の修理と舷門階段の交換など)、6月12日海軍省外堀に帰着した。
6月23日、艦隊運動天覧の為に蒼龍丸は横浜へ回航したが天覧は延期となり、24日に帰着した。
陸海軍卿諸港点検のため、
11月17日軍省壕外川口を出発、同日横浜に到着した。
11月19日横浜発、観音崎に寄り、同日は浦賀に碇泊、翌20日横須賀に回航し、21日横浜に回航した。
11月22日海軍省壕外川口に戻った。

### 1880年-1881年
1880年(明治13年)1月29日(または2月25日)に軍務局所轄の蒼龍丸は予備船と定められた。
3月22日に蒼龍丸は横浜に回航し、
翌23日から榎本武揚海軍卿が横須賀ヘ出張するために使用された。
3月24日横浜を出港、同日横須賀着。
3月26日横須賀発、浦賀を経由し、同日横浜に到着、
海軍省壕外川口に帰着した。
4月22日、ボイラー掃除の為に機関開放の届出があり、以後約5週間を予定した。
しかし横須賀造船所では鳳翔、摂津の修理も行っており、予算が不足した。
測量任務を予定していた鳳翔の修理が優先され、
結果蒼龍丸の修理は6月以降となった。
6月23日、機関の掃除終了の届出が出された。
6月28日海軍省壕外川口から横浜に回航した。
ロシア公使が乗船し、6月29日横浜発、横須賀に回航し、同日横浜着。
6月30日海軍省壕外川口に戻った。
(『海軍省報告書』によると、ロシア海軍中将の乗船のために7月23日本省外堀から横浜港に回航、翌24日横浜を出港し横須賀間を往復、同日本省外堀に戻った。)
8月19日、蒼龍丸は軍務局所轄(海軍省堀に係留)から東海鎮守府所轄(横浜港)に変更、
9月10日、横浜に回航され
東海鎮守府が受領した。
ただ横浜港では風波の高い場合もあるので、9月13日に横須賀港に回航、当分逸見村前に繋留されることになった。
10月に機械室内の塗装を剥がした所、内板やリブ数本が腐敗しているのが見つかった。
蒼龍丸は室内の塗装全てを剥がして点検する必要があり、他の繋泊艦船の点検も必要になった。
蒼龍丸の室内の塗装剥がしは12月13日に開始された。
翌1881年(明治14年)1月にリブの修理が5,500円、機関修理が6,000円など計11,800円と見積もられ、修理は6月完了を予定した。
このころの修理は築地川崎造船所で行ったと記録が残る。
4月27日(または4月26日)に石川島に回航し、
4月29日
から10月27日まで修理を行った。

### 1882年
1882年(明治15年)
8月28日に海門の進水式が横須賀造船所であり、東伏見宮が横須賀まで蒼龍丸に乗船した。
9月8日、蒼龍丸は予備船となる予定で東京から横須賀に回航された。
同年に予備艦船規則が仮定され、既に予備船だった蒼龍丸は規則適用の為に
9月30日に改めて予備船に指定された。
10月5日、蒼龍丸は予備艦総理に受け渡され、艦長以下乗員は退船した。

### 1883年
1883年(明治16年)8月18日に蒼龍丸を蒼龍艦と改称した。
この当時、蒼龍のボイラーは航海ごとに蒸気の漏洩を生じていた。
そのため9月13日に予備艦隊総理から東海鎮守府へボイラー修理の上申が出され、
また10月19日に横須賀造船所から予算5,316円、期間3カ月での修理が上申され、12月17日に認許された。

### 1884年
1884年(明治17年)
2月6日にフランス公使が横須賀造船所を視察することになり、横浜港と横須賀港の間の移動に蒼龍の使用を考えていたが、同艦は修理中のため、代わりに「横須賀丸」が用意された。

### 1885年
1885年(明治18年)3月4日、蒼龍は演習艦隊へ編入し、横須賀鎮守府から中艦隊へ引き渡すよう訓令が出された。
4月30日に左舷士官室外板他の修理が上申され、
6月20日認許された。

### 1886年
1886年(明治19年)4月22日、蒼龍艦は廃艦とされた
(除籍)。
同日売却の訓令が出された
が、買受人は現れなかった。
同年12月11日に逓信省から譲渡の要望が有り、
海軍省は12月21日に譲渡は可能で授受の手順は横須賀鎮守府と協議するように、と回答、
翌1887年(明治20年)2月21日に旧蒼龍艦は逓信省へ引き渡された。

## 艦長
船長
- 生田頼之:明治5年9月29日(1872年10月31日)[107] -
- 生田頼之 大尉:1873年3月22日[32] -
- 生田頼之 大尉:1873年8月31日[108] - 1874年5月24日[109]
- 根津勢吉 中尉:1874年5月24日[109] - 1875年4月17日[110]
- 増田広豊 大尉:1875年4月17日[110] -
- 朝枝惟一 中尉:1877年2月19日[111](2月20日引き継ぎ[112]) -
- (代理)渋谷直武 少尉:1877年9月14日[113] - 1878年2月13日[114]
- 大沢正衛 大尉:1878年2月13日[114] -

艦長
- 楢崎照義 大尉：1885年3月4日 - (艦隊演習中)[115]